# Antoni Badia i Matamala
Antoni Badia i Matamala fou un sindicalista i un dels dirigents del socialisme català més importants de la primera dècada del segle xx.
Era dependent de comerç, militant de la Federació Catalana del PSOE i president de l'Associació de la Dependència Mercantil de Barcelona el 1902. Va assistir al segon Congrés de la Federació Nacional de Dependents de Comerç celebrada a Saragossa el febrer de 1904, i també al tercer congrés a Madrid el setembre de 1905. Sota el seu impuls es va constituir la Federació local de societats obreres de Barcelona -Solidaridad Obrera, en una assemblea celebrada el dia 3 d'agost de 1907. Va formar part del seu Consell Directiu amb el càrrec de secretari. També participà en el congrés de constitució de la Confederació Regional de Societats de Resistència o Solidaridad Obrera a Barcelona el setembre de 1908, i el desembre de 1908 va ser elegit Tresorer del nou Consell Directiu. Col·laborà a Tierra y Libertad i va ser redactor de La Internacional, órgan de la Federació Catalana del PSOE.
El 1910 es desvinculà de Solidaridad Obrera i la seva presència política va desaparèixer. L'agost de 1922 va fundar a Barcelona el Cenáculo El Progreso del Alma, una associació de caràcter espiritista i naturista que el 1933 va començar a publicar la revista Microcosmo.